# Alejandro Córdoba Sosa

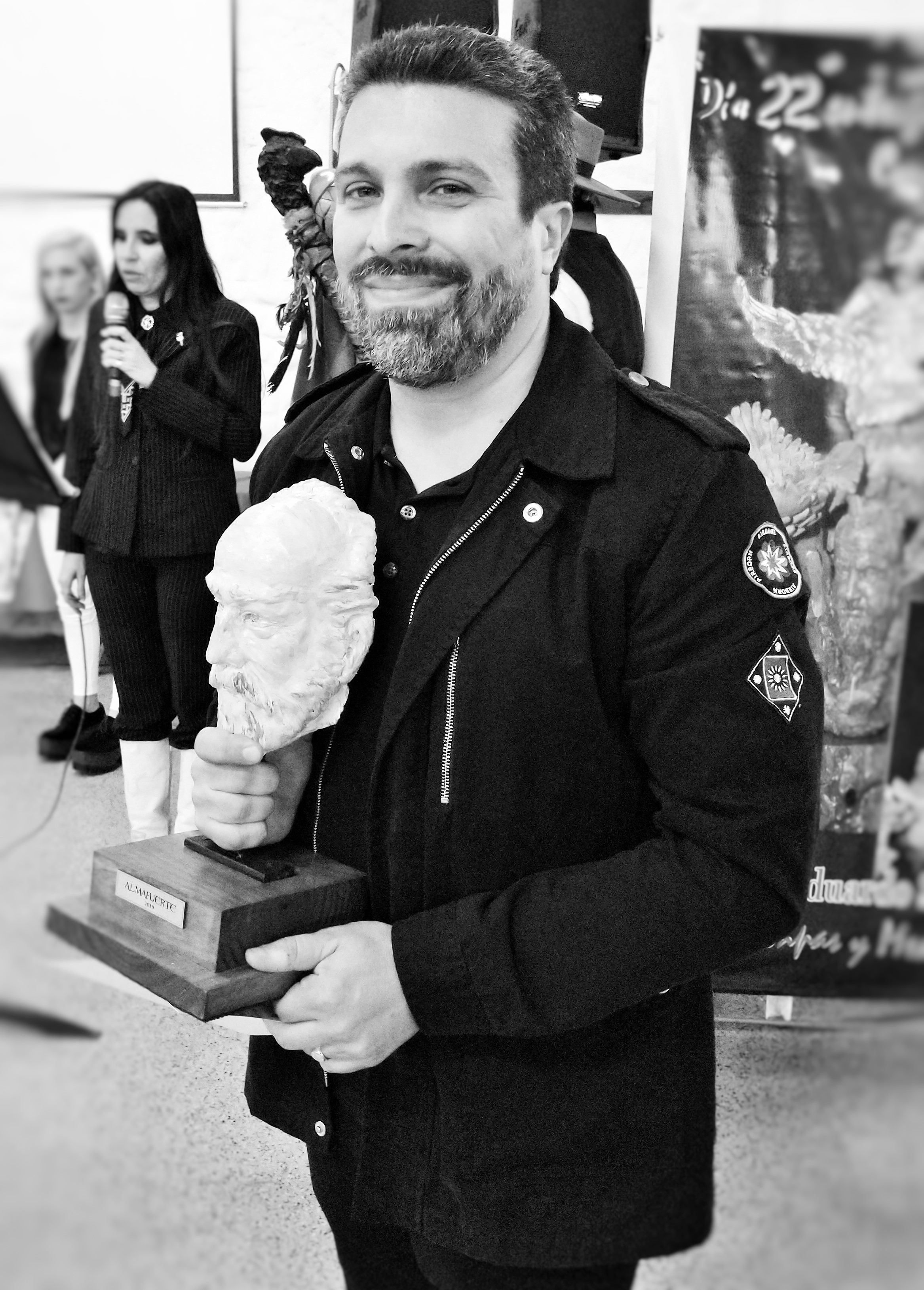
Alejandro Córdoba Sosa, recibiendo el Premio Almafuerte 2019

Alejandro Córdoba Sosa (1971, Berisso) es un escritor argentino. Como narrador participó en diversas antologías, entre las que se destaca la publicada por la Sociedad Argentina de Escritores (SADE) en el año 2000, en la que fuera incluido como ganador del Concurso Nacional de Cuento SADE 2000, por su relato Robar la nada. 
En el año 2007, bajo el seudónimo de Alejandro Zenteno Lobo, publica Doscientos y un cuentos en miniatura, libro de microrrelatos que no exceden de las setenta palabras. El libro fue ilustrado por la artista plástica Meli Valdés Sozzani. Uno de los microrrelatos incluidos en este libro está considerado como el más corto relato de terror en español. Con nada más que siete palabras y veintiocho letras, el texto completo del cuento en cuestión es el siguiente:
"Frente a él, el espejo estaba vacío."
En el año 2011, es incluido en la antología Poetas y Narradores Contemporáneos 2011, publicada por editorial de los Cuatro Vientos.
En el año 2013, reúne un conjunto de sus relatos y prepara la antología personal que es publicada en el mes de abril con el nombre de El enigma de O., libro que fue presentado en la 39° Feria Internacional del Libro de Buenos Aires.
En 2014, publica su segunda antología personal, el libro de relatos El destino de la especie, que es presentado en la 40° Feria Internacional del Libro de Buenos Aires.
En 2015, su libro de microrrelatos Doscientos y un cuentos en miniatura, fue traducido al inglés y publicado con el nombre de Two hundred and one miniature tales.
También en 2015, publica su novela Una Soledad, relato complejo, rico en matices, que narra la historia de una mujer encerrada en la celda del presente.
En 2016, se publica su tercer libro de microrrelatos La Humanidad en el espejo, también ilustrado por Meli Valdés Sozzani, cuyos cuentos "pueden ser considerados como el legado de numerosas culturas que conforman el acervo el autor, productos de décadas de búsqueda de significados trascendentales...".
Su segunda novela, Cruceros Boreal, en la que "juega con los límites de la libertad como modo extremo de una sociedad que sepulta toda aspiración de trascendencia ", se publica en 2017. 
Asimismo, en 2017, se publica una primera antología de sus poemas con el nombre de Devocionario Terrenal, en una nueva colaboración con Meli Valdés Sozzani, que ilustra la obra. 
Habiendo incursionado en el género dramático, se publica en 2019 una selección de tres de sus obras teatrales más emblemáticas, con el nombre de La Flor de Plomo.
Junto a numerosas figuras destacadas de la cultura nacional, recibe como reconocimiento a su trayectoria y contribución en el campo de las Letras, el premio Almafuerte 2019, durante la 32.ª edición de los "Premios Cóndor de Fuego".
En 2022, La Humanidad en el espejo fue traducida al inglés con el nombre de A mirror for mankind.
En 2023, se publica Vidas, su cuarto libro de relatos hiperbreves, contando nuevamente con las ilustraciones de Meli Valdés Sozzani.    

## Obra y crítica
De su narrativa se ha dicho que "filosa como bisturí traza los perfiles más sublimes o más sórdidos, dándole vida a personajes en quienes los que subyace, lo ignorado, emerge para mostrarse contundentemente desnudo, realzado por el absurdo existencial que sirve de fondo a la realidad."

### Obras
- Antología SADE 2000
- Doscientos y un cuentos en miniatura
- Poetas y Narradores Contemporáneos
- El enigma de O.
- El destino de la especie
- Two hundred and one miniature tales
- Una Soledad (Novela)
- La Humanidad en el espejo
- Cruceros Boreal (Novela)
- Devocionario Terrenal (Poesía)
- La Flor de Plomo (Teatro)
- A mirror for mankind
- Vidas